# Bastardi
Bastardi è un film italiano del 2007 diretto da Federico Del Zoppo e Andres Alce Meldonado.

## Trama
Le due famiglie pugliesi Iuvara e Patene sono rivali. In seguito alla morte accidentale del figlio Alessandro, Sante Patene vuole vendicarsi della famiglia di Luca Iuvara e impossessarsi di una sacra reliquia.

## Produzione
Il film è prodotto da Nicolino Matera, mentre Massimiliano Caroletti è il produttore esecutivo.
Il film è ambientato a Trani, in Puglia.

## Distribuzione
Nel 2007 il film viene premiato al Festival internazionale del cinema di Salerno; inoltre nel 2008 partecipa alla manifestazione "Accade domani. Nuovo cinema italiano". Sempre nel 2008 riceve una nomination al premio Ciak d'oro come miglior opera prima.
Al cinema è stato distribuito a partire dal 4 gennaio 2008.